# 西特洛康
西特洛康（達悟語：Sitorogan），是台灣達悟族傳說中由石頭變成的人。

## 傳說
之前有對姊妹要前往伊拉拉拉伊（Dzilalalai，今天的朗島社）時，在伊卡瓦多灣（Dzikabatowan）發現了一塊奇怪的石頭，便一起帶到目的地，並且對石頭進行灌頂儀式（Sabujin，祈求孩子平安）、唸著咒語，將石頭變成了一個男人，並把牠取名為西洛特康。

## 類似的傳說和故事
朗島社的Sira do raraan家族聲稱海邊曾有兩顆石頭漂流過來，被家族的一對兄弟撿起來並沾著水觸摸、唸完咒語，石頭就變成了兩個男嬰。
- 《西游记》的孙悟空
- 《封神演义》的石磯娘娘
- 《红楼梦》的贾宝玉

## 文化
傳說中給西洛特康取名的過程，成為了現在族人為嬰兒舉行命名禮的起源。